# Miriam Mayorga
Miriam Anahí Mayorga (Bariloche, 20 de noviembre de 1989) es una ex-futbolista y médica argentina. Como jugadora, se desempeñaba como defensora o mediocampista defensiva, y su último club fue Boca Juniors. Fue internacional con la selección argentina, con la cual disputó las Copas Mundiales de 2019 y 2023.

## Trayectoria
A los 10 años comenzó a jugar en el Mutisias, un equipo de futsal femenino de Bariloche. Allí se formó y luego pasó por Llao Llao y Juventud Unidad hasta que llegó al club Luna Park.
En 2012, a los 22 años, Diego Guacci, en ese entonces director técnico de UAI Urquiza, la vio jugar en un torneo regional y le ofreció sumarla a su equipo que había salido campeón de la primera división de la AFA. Le dijo además que en Buenos Aires podría estudiar lo que quisiera. Ante la posibilidad de poder estudiar medicina, carrera que no existía en Bariloche, Mayorga aceptó la propuesta.
En 2013, luego de algunos meses en Buenos Aires se ganó un lugar de titular en la UAI Urquiza jugando con la camiseta número 5.
Logró 4 títulos con la UAI Urquiza en la primera división de fútbol femenino (2014, 2016, 2017-18 y 2018-19) y participó en 3 copas Libertadores.
En 2020, se sumó al plantel de Boca Juniors, equipo con el cual ganó el torneo Clausura 2021 y la Superfinal de ese año.
En el año 2023 se transformó en la capitana de Boca Juniors ante la salida de Yamila Rodríguez. En ese rol, obtuvo dos títulos: el Campeonato de Primera División 2023 y el Torneo Apertura 2024.
El 22 de julio de 2024, anunció su retiro como futbolista profesional.

## Selección nacional
Debutó con la selección argentina el 30 de agosto de 2017, en un amistoso disputado como visitante ante Uruguay.Desde entonces estuvo presente en todas las convocatorias. En noviembre de 2018, al ganar el repechaje contra Panamá, clasificó con la selección para la Copa Mundial Femenina de Fútbol de 2019, en donde Argentina no logró superar la fase de grupos.
El 8 de julio de 2023 fue confirmada dentro de la lista de 23 convocadas para la Copa Mundial Femenina de Fútbol de 2023, su segundo mundial con el seleccionado mayor.

### Participaciones en la Copa Mundial
| Torneo               | Sede                     | Resultado    | Partidos | Goles | Asistencias |
| -------------------- | ------------------------ | ------------ | -------- | ----- | ----------- |
| Copa Mundial de 2019 | Francia                  | Primera fase | 3        | 0     | 0           |
| Copa Mundial de 2023 | Australia/ Nueva Zelanda | Primera fase | 2        | 0     | 0           |

### Estadísticas
| Selección | Año   | Amistoso | Amistoso | Copa América | Copa América | Repechaje | Repechaje | Mundial | Mundial | Juegos Panamericanos | Juegos Panamericanos | Copa Oro | Copa Oro | Total | Total |
| Selección | Año   | PJ       | G        | PJ           | G            | PJ        | G         | PJ      | G       | PJ                   | G                    | PJ       | G        | PJ    | G     |
| --------- | ----- | -------- | -------- | ------------ | ------------ | --------- | --------- | ------- | ------- | -------------------- | -------------------- | -------- | -------- | ----- | ----- |
| Argentina |       |          |          |              |              |           |           |         |         |                      |                      |          |          |       |       |
| 2017      | 3     | 0        | —        | —            | —            | —         | —         | —       | —       | —                    | —                    | —        | 3        | 0     |       |
| 2018      | 3     | 0        | —        | —            | 1            | 0         | —         | —       | —       | —                    | —                    | —        | 4        | 0     |       |
| 2019      | 7     | 0        | —        | —            | —            | —         | 3         | 0       | 4       | 0                    | —                    | —        | 14       | 0     |       |
| 2021      | 5     | 0        | —        | —            | —            | —         | —         | —       | —       | —                    | —                    | —        | 5        | 0     |       |
| 2022      | 5     | 0        | 4        | 0            | —            | —         | —         | —       | —       | —                    | —                    | —        | 9        | 0     |       |
| 2023      | 6     | 0        | —        | —            | —            | —         | 2         | 0       | 4       | 0                    | —                    | —        | 12       | 0     |       |
| 2024      | 1     | 0        | 0        | 0            | 0            | 0         | 0         | 0       | 0       | 0                    | 3                    | 0        | 4        | 0     |       |
| Total     | Total | 30       | 0        | 4            | 0            | 1         | 0         | 5       | 0       | 8                    | 0                    | 3        | 0        | 51    | 0     |

## Clubes
| Club         | País      | Año         |
| ------------ | --------- | ----------- |
| UAI Urquiza  | Argentina | 2012 - 2020 |
| Boca Juniors | Argentina | 2020 - 2024 |

## Palmarés
| Título             | Club         | País      | Año     |
| ------------------ | ------------ | --------- | ------- |
| Primera División A | UAI Urquiza  | Argentina | 2014    |
| Primera División A | UAI Urquiza  | Argentina | 2016    |
| Primera División A | UAI Urquiza  | Argentina | 2017-18 |
| Primera División A | UAI Urquiza  | Argentina | 2018-19 |
| Primera División A | Boca Juniors | Argentina | 2020    |
| Primera División A | Boca Juniors | Argentina | 2021-C  |
| Superfinal         | Boca Juniors | Argentina | 2021    |
| Primera División A | Boca Juniors | Argentina | 2022    |
| Primera División A | Boca Juniors | Argentina | 2023    |
| Copa de la Liga    | Boca Juniors | Argentina | 2023    |
| Copa Federal       | Boca Juniors | Argentina | 2023    |
| Primera División A | Boca Juniors | Argentina | 2024-A  |